# UFC 115
UFC 115: Liddell vs. Franklin fue un evento de artes marciales mixtas celebrado por Ultimate Fighting Championship el 12 de junio de 2010 en el General Motors Place, en Vancouver, Canadá.

## Historia
A pesar de que se confirmara Liddell/Ortiz III como el evento principal de la tarjeta, se confirmó el 12 de abril como Liddell vs. Franklin debido a una lesión en el cuello sufrida por Ortiz.
La revancha entre Thiago Alves y Jon Fitch, primero programada para el UFC 107 después UFC 111 y UFC 115, finalmente fue trasladada de nuevo, para UFC 117.

## Premios extra
Cada peleador recibió un bono de $85,000.
- Pelea de la Noche: Carlos Condit vs. Rory MacDonald
- KO de la Noche: Rich Franklin
- Sumisión de la Noche: Mirko Filipović